# Josef Syka
Josef Syka (* 18. září 1940 Praha) je český lékař-neurofyziolog a vědec.

## Životopis
Josef Syka je profesor fyziologie na 1. lékařské fakultě Univerzity Karlovy, působí v Ústavu experimentální medicíny AV ČR, jehož byl v letech 1994–2001 ředitelem a do roku 2018 byl vedoucím oddělení neurofyziologie sluchu tamtéž. V letech 2000 až 2008 byl předsedou Grantové agentury České republiky. V letech 1993–2000 byl místopředsedou Rady vlády pro výzkum a vývoj. Založil Českou společnost pro neurovědy, které je nyní předsedou. Zabývá se neurofyziologií sluchu, sluchovým systémem a vlivem hluku na člověka.
V roce 2009 mu Ruská akademie věd udělila čestný doktorát.[zdroj?] Na protest proti invazi ruských vojsk na Ukrajinu (2022) se prof. Syka rozhodl tohoto ocenění vzdát a vrátil jej Ruské akademii věd.
Je uveden v Stanfordském celosvětovém seznamu 2% nejcitovanějších vědců úhrnně za celou kariéru.
Je ženatý s vědkyní profesorkou MUDr. Evou Sykovou, DrSc., která se v roce 2001 stala ředitelkou Ústavu experimentální medicíny AV ČR. Mají spolu dva syny Ing. Josefa Syku a MUDr. Michaela Syku.